# Alkehnen (Kreis Preußisch Eylau)
Alkehnen war ein Ort im ostpreußischen Kreis Preußisch Eylau. Seine Ortsstelle gehört jetzt zum Munizipalkreis Rajon Bagrationowsk (Stadtkreis Preußisch Eylau) in der russischen Oblast Kaliningrad (Gebiet Königsberg (Preußen)).

## Geographische Lage
Die Ortsstelle Alkehnens liegt im südlichen Westen der Oblast Kaliningrad, 13 Kilometer nordwestlich der früheren Kreis- und heutigen Rajonshauptstadt Preußisch Eylau (russisch Bagrationowsk).

## Geschichte
Bereits vor 1400 wurde Alkaynen, das nach 1542 Lakehnen, um 1785 Alkienen und nach 1785 Alkehnen genannt wurde, gegründet. Als Vorwerk war der Ort zu unterschiedlichen Zeiten den Nachbarorten Supplitten (russisch Podlessje) bzw. Wackern (russisch Jelanowka): zugeordnet gewesen, beide im Kreis Preußisch Eylau in Ostpreußen gelegen.
Mit dem gesamten nördlichen Ostpreußen kam Alkehnen 1945 in Kriegsfolge zur Sowjetunion. Doch da verliert sich bald seine Spur. Wahrscheinlich wird der Ort nicht mehr besiedelt, es gibt auch keine russische Namensform oder die Zuordnung nach 1947 zu einem Dorfsowjet. Heute gilt der Ort als untergegangen.
Seine Ortsstelle gehört zum Rajon Bagrationowsk in der Oblast Kaliningrad der Russischen Föderation.

## Religion
Bis 1938 war Alkehnen in die evangelische Kirche Klein Dexen (russisch Furmanowo) eingepfarrt. Als diese wegen der Anlage eines Truppenübungsplatzes abgerissen wurde, kam Alkehnen zum Kirchspiel der neu erbauten Kirche in Stablack (russisch Dolgorukowo) in der Kirchenprovinz Ostpreußen der Kirche der Altpreußischen Union.

## Verkehr
Die Ortsstelle Alkehnens liegt an einer Nebenstraße, die von Slawskoje (Kreuzburg) über Kamenka (Krücken) nach Pogranitschnoje (Hussehnen) führt.